# Doryrhamphus excisus
Doryrhamphus excisus és una espècie de peix de la família dels singnàtids i de l'ordre dels singnatiformes.

## Subespècies
- Doryrhamphus excisus abbreviatus (Dawson, 1981)
- Doryrhamphus excisus excisus (Kaup, 1856)
- Doryrhamphus excisus paulus (Fritzsche, 1980)